# Matián
Matián es una localidad y pedanía española perteneciente al municipio de Cúllar, en la provincia de Granada. Está situada en la parte nororiental de la comarca de Baza. A cuatro kilómetros del límite con la provincia de Almería, cerca de esta localidad se encuentran los núcleos de Casa Abad, Pulpite y El Saúco.

## Demografía
Al acabar la guerra civil española, en Matián había más de 200 habitantes. Durante los años 60 y 70, la población descendió notablemente a causa del éxodo rural que se dio principalmente hacia la provincia de Alicante, más concretamente en la localidad de Ibi y pueblos adyacentes, como Onil, Benejama o Bañeres.
Según el Instituto Nacional de Estadística de España, en el año 2023 Matián sólo contaba con 3 habitantes censados.

## Cultura

### Fiestas
Moros y cristianos

Durante las fiestas patronales de Matián se celebraba la función de moros y cristianos, como en buena parte del resto del Levante peninsular. El protagonista era el santo patrón de la localidad —San Antonio de Padua— que era solicitado primero y luego conquistado por los moros en la primera parte de la función, hasta que era rescatado por los cristianos en la segunda parte.
Los personajes principales de cada bando eran rey, general, embajador y espías. Las tropas, estaban integradas por jóvenes y niños, pero con importante participación de personas mayores. La indumentaria se caracterizaba por la ausencia de riqueza, libertad en la decoración y algunos importantes anacronismos. En los texto siempre figuraba la queja de los moros por su expulsión de España y bravatas de ambos bandos.
Cuadrillas de Ánimas

Las cuadrillas de ánimas son agrupaciones musicales típicas de todo el Sureste español. Surgieron para ayudar a las almas a salir del Purgatorio, y se encargaban de pedir donativos para ayudar a los pobres y misas.

## Matianeros célebres
- José Manuel Motos Galera (1959), abogado y escritor.